# Cheval à Wallis-et-Futuna
Le cheval est introduit en 1844 à Wallis-et-Futuna par des missionnaires catholiques sous forme d’un présent fait au roi coutumier Soane-Patita Vaimua Lavelua de la part du roi des français Louis-Philippe,, peut-être pour récompenser les habitants de Wallis du succès du catholicisme au détriment du protestantisme.
Depuis 1844, les chevaux se sont multipliés sur le territoire et leur usage s’est considérablement développé, prenant une place importante dans la société wallisienne et futunienne avant la démocratisation des véhicules à moteur dans les années 1980,. Les chevaux sont utilisés comme moyen de locomotion ou pour aider aux travaux dans les plantations, et des courses hippiques (lele hōsi) sont organisés lors de la fête nationale française le 14 juillet. On compte jusqu'à un millier de chevaux à cette période. 
Dans les années 1980, le nombre de chevaux décline rapidement : en 1987, ils sont 75 à Wallis et un seul à Futuna, délaissés par la population et mal entretenus. 